# Thời kỳ băng hà nhỏ

Lập lại lịch sử biến đổi thời tiết của thời kỳ băng hà nhỏ theo các nghiên cứu khác nhau.

Thời tiểu băng hà là một giai đoạn thời tiết lạnh đi trên Trái Đất xảy ra sau thời kỳ ấm Trung cổ. Thời kỳ này kéo dài từ thế kỷ 16 đến thế kỷ 19, mặc dù các nhà khí hậu học và lịch sử học khi phân tích các di chỉ ở mức địa phương thì chưa thống thất thời điểm bắt đầu cũng như kết thúc của giai đoạn này. Tuy nhiên, người ta cũng chấp nhận rằng có 3 lần cực tiểu trong giai đoạn này vào khoảng 1650, 1770, và 1850, xen giữa là các thời kỳ ấm hơn.
Ngày càng có nhiều dấu hiệu cho thấy các giai đoạn lãnh đã từng tồn tại ở Nam Bán Cầu. Người ta cũng đưa ra một số nguyên nhân dẫn đến sự biến đổi này như: các chu kỳ bức xạ mặt sụt giảm, các núi lửa hoạt động mạnh, thay đổi dòng chảy của hải lưu, một biến cố hi hữu liên quan đến khí hậu toàn cầu, và sự sụt giảm CO2 trong khí quyển do giảm dân số (ví dụ: do Cái chết Đen và Columbian Exchange).